# 朗布依埃站
朗布依埃站是法国的一个铁路车站，位于法国城市朗布依埃，属于法兰西岛交通范围内的第五收费区（Zone 5）。

## 站名
因翻译标准的不同，朗布依埃站有时又译为“朗布耶站”。

## 位置
朗布依埃站位于朗布依埃市区的中部偏南，巴黎－布雷斯特铁路47.81公里处，也是法兰西岛郊区铁路N线的名义终点站。车站大致呈东北-西南走向，站房及主出入口位于车站西北侧，同时东南侧亦可进出车站，并通过人行地下通道相连。

## 站台设置
| 西北↑ |      |            | 主站房               |
|       |      | 跨行线     | （巴黎方向→）        |
| 1道   |      | TER        | （巴黎方向→）        |
|       | 岛式 |            |                      |
| 2道   |      | TER        | （←沙特尔/勒芒方向   |
| 1B道  |      | Transilien | （巴黎方向→）        |
|       | 岛式 |            |                      |
| 2B道  |      | Transilien | （←终点/加兹朗方向） |
|       |      |            |                      |
| 东↓   |      |            |                      |

## 停靠线路
以下列车线路在朗布依埃站停靠：
| 朗布依埃站列车线路表     |      |        |                 |              |
| 线路                     | 车种 | 上一站 | 下一站          | 大致运行频率 |
| 巴黎—沙特尔/诺让勒罗特鲁 | TER  | 凡尔赛 | 加兹朗/埃佩尔农 | 每天14趟左右 |
| 巴黎—勒芒                | TER  | 凡尔赛 | 埃佩尔农        | 每天11趟左右 |
| 1.                       |      |        |                 |              |

| 朗布依埃站列车线路表（区域线路） |        |           |          |          |
| 起点                             | 上一站 | 线路      | 下一站   | 终点     |
| 巴黎蒙帕纳斯                     | 勒佩赖 | [T] · [N] | （终点） | （终点） |

## 配套交通

### 长途客车
| 停靠朗布依埃站的大巴车 |                      | |
| 上下车地点             | 运营单位             | 主要线路及目的地 |
| 朗布依埃站门口         | Transdev-Rambouillet | - 20线：加兹朗、埃尔默赖、赖泽、拉布瓦西耶尔-埃科勒、米坦维尔、法韦罗勒、库隆、洛尔迈、诺让勒鲁瓦 |
| 朗布依埃站后门         | Transdev-Rambouillet | - 10线：松尚、伊夫林地区圣阿尔努、伊夫林地区罗什福尔、隆维利耶、杜尔当 - 11线：阿布利、奥松维尔、欧诺-布勒里-圣桑福里安、欧奈苏索诺、帕赖杜阿维尔 - 12线：伊夫林地区勒佩赖、欧法日斯、莱塞萨尔勒鲁瓦、夸尼耶尔、拉韦里耶尔、埃朗库尔、特拉普、伊夫林地区圣康坦 - 24线：加兹朗、圣伊拉里永、埃佩尔农、赖泽、埃尔默赖 - 30线：加兹朗、埃芒塞 - 79线：伊夫林地区勒佩赖、莱布雷维耶尔、莱梅尼勒、马雷伊勒吉永、维利耶-圣弗雷德里克、莱塞萨尔勒鲁瓦、莫尔德河畔勒特朗布莱 - 89线：昂什、埃佩尔农、圣伊拉里永、加兹朗、伊夫林地区勒佩赖、夸尼耶尔、勒梅尼勒圣但尼、埃朗库尔、特拉普、吉扬库尔 |
| 朗布依埃站后门         | Transdev-Houdan      | - 60线：加兹朗、赖泽、埃尔默赖、拉布瓦西耶尔-埃科勒、阿丹维尔、韦格尔河畔孔代、布尔多内、冈拜、莫莱特、乌当、里什堡、塔夸尼耶尔、奥维利耶、塞普特伊、罗赛、维莱特、韦尔、欧夫勒维尔-布拉瑟伊、芒特城 |
| 朗布依埃站后门         | SAVAC                | - 39.003线：伊夫林地区维埃耶埃格利斯、欧法日斯、塞尔奈城、桑利斯、伊夫林地区当皮埃尔、圣福尔热、舍夫勒斯、圣雷米莱舍夫勒斯 - 39.203线：伊夫林地区维埃耶埃格利斯、欧法日斯、塞尔奈城 - 39.303线：伊夫林地区维埃耶埃格利斯、欧法日斯、塞尔奈城、舒瓦塞勒、舍夫勒斯 |
| 朗布依埃站后门         | Transbeauce          | - 82线：阿布利、奥松维尔、欧诺-布勒里-圣桑福里安、帕赖杜阿维尔 |
| 朗布依埃站后门         | SNCF Car TER         | （当铁路线施工或罢工时，SNCF可能会提供途径该线路沿途站点的大巴车） |
| 1. 2. 3. 4.            |                      | |

### 市内交通
| 朗布依埃站附近的市内公共交通线路 |                           | |
| 公交车站名称                     | 位置                      | 停靠线路 |
| Gare Prud'homme 火车站-就业保障  | 朗布依埃站正门 （西北侧） | - A线：朗布依埃-鲁日德李尔 ↔ 朗布依埃-格鲁赛 - B线：朗布依埃-克莱尔布瓦 ↔ 加兹朗-分成田 - C线：朗布依埃-火车站-就业保障 （环线） - D线：朗布依埃-国营农场 ↔ 朗布依埃-圣于贝尔 - E线：朗布依埃-勒塞尔西 ↔ 朗布依埃-阿尔布维勒                                                                         |
| Gare Prairie 火车站-草原         | 朗布依埃站后门 （东南侧） | - 1路：朗布依埃-火车站-草原 ↔ 伊夫林地区圣莱热-大砧 - 4路：朗布依埃-火车站-草原 ↔ 博内勒-作坊 - 5路：朗布依埃-火车站-草原 ↔ 伊夫林地区普吕奈-古尔维勒 - 8路：朗布依埃-维沃讷初级中学 ↔ 欧法日斯-节日广场 - A线：朗布依埃-鲁日德李尔 ↔ 朗布依埃-格鲁赛 - E线：朗布依埃-勒塞尔西 ↔ 朗布依埃-阿尔布维勒 |
| 1. 2. 3.                         |                           | |

### 社会车辆
朗布依埃站门口设有社会车辆停车场。

## 临近车站
| 朗布依埃站（Gare de Rambouillet） |                    |                  |
| 上行车站                          | 线路               | 下行车站         |
| 勒佩赖站 6km ←                    | 巴黎－布雷斯特铁路 | 加兹朗站 → 4.9km |
| - 本表仅显示运营中的线路及车站    |                    |                  |